# Renouveau étudiant
Pour les articles homonymes, voir RE.
Le Renouveau étudiant (RE) est un syndicat étudiant français de sensibilité nationaliste et identitaire créé en 1990, lié au Front national. Après la scission de 1998 de Bruno Mégret du Front national, il n'a plus qu'une existence limitée et disparaît deux ans plus tard.

## Histoire
Une première version du Renouveau étudiant a été créée en 1981 à la faculté de droit de Bordeaux par François-Régis Taveau, futur candidat Front national puis du Rassemblement pour la France aux élections législatives dans la sixième circonscription de la Gironde. Il en reste le président pendant cinq ans, jusqu'à la disparition du syndicat.
Le Renouveau étudiant a été recréé en 1990 par Carl Lang,. Louis Aliot semble en avoir créé une antenne à Toulouse pendant ses études. L'antenne parisienne du syndicat était nommée le Cercle national des étudiants de Paris, tandis qu'ailleurs le syndicat pouvait se présenter sous des noms alternatifs comme le Cercle national Sorbonne, la Liste des étudiants de droite, ou l'Alliance étudiante indépendante,.
Le syndicat bénéficie d'une bonne implantation dans les universités de Rouen, Montpellier, Aix-Marseille III, Paris IV, et Lyon III. Il participe pour la première fois aux élections Crous en 1991 et obtient 22% des voix à Rouen, 13% à Bordeaux, 12% à Tours, et 7% à Paris. Au cours du premier trimestre de l'année universitaire 1991-1992, le Renouveau étudiant est présent à six élections sur dix et obtient des élus. 
En 1992 l'Union nationale inter-universitaire, syndicat de droite concurrent, distribue des tracts à caractère raciste et antisémite au nom du Renouveau étudiant pour le discréditer. Le contenu des tracts est particulièrement virulent : « La présence excessive d'étrangers extra-européens encrasse nos facultés qui deviennent un véritable dépotoir du tiers-monde. Nous luttons pour des facultés démarxisées et purifiées. Certaines universités sont à la botte des juifs. ». Philippe Meunier et plusieurs militants de l'UNI sont traduits en justice pour avoir été à l'origine de ces faux tracts. Six militants de l'UNI écopent finalement d'amendes allant de 5000 à 10 000 francs. 
Animateur depuis 1992 du Renouveau étudiant sur Caen et ancien responsable du FNJ pour le Calvados, Samuel Bellenger devient lors du 4e congrès du syndicat, le 30 septembre 1995, président du Renouveau étudiant. Sous le patronage du Front national de la jeunesse et de son directeur Samuel Maréchal, il entame une stratégie de professionnalisation du syndicat selon Libération : « Il faut, leur a dit Le Pen, tourner le dos aux «activités de folklore politique». Et «ceux qui croient malin de lever le bras» ont été invités à «aller se faire plaisir ailleurs» ». L'organisation se concentre sur le noyautage des associations étudiantes et fait campagne pendant les élections universitaires sur le thème de la préférence nationale.
Souvent qualifié d'« extrémiste », ce syndicat était minoritaire dans des universités essentiellement dominées par les syndicats étudiants traditionnels. Il fit cependant quelques percées électorales, notamment aux élections de 1991, obtenant 4 élus dans différents CROUS. Il posséda jusqu'à la fin des années 1990 quelques élus étudiants. Il n'obtient cependant aucun élu aux élections Crous de 1996, malgré des dépôts de liste dans la quasi-totalité des Crous.
En 1997, Nicolas Evrard succède à Samuel Bellenger comme président du syndicat et responsable de la publication du journal du Renouveau étudiant.
Le Renouveau étudiant organisa plusieurs congrès décentralisés : en 1997 à Aix-en-Provence, en 1998 à Colmar, en 1999 à Bordeaux.
En 1998, le président du FNJ Samuel Maréchal souhaite « démégretiser » le Front national dans le contexte des tensions croissantes au sein du parti entre les camps de Bruno Mégret et Jean-Marie Le Pen. Il interdit alors au Renouveau étudiant de faire partie du cortège FNJ au défilé du 1er mai organisé par le FN. Le cortège du RE, placé à l'arrière de la manifestation, s'avère finalement trois fois plus nombreux que celui du FNJ en criant ses propres slogans : « Aujourd'hui l'anarchie, demain l'ordre nouveau » ou encore « Communiste, communiste, communiste, je te hais ! ». Cette situation provoque l'ire de Jean-Marie Le Pen, qui ordonne à Samuel Maréchal de « faire quelque chose ».
Samuel Maréchal tente alors, deux mois plus tard, de fonder une nouvelle organisation étudiante pour concurrencer le RE. Celle-ci, sous le nom de Forum étudiant, devait être dirigée par Guillaume Peltier mais ce dernier rejoint Bruno Mégret en septembre 1998, quelques mois plus tard. La scission du Renouveau étudiant avec le camp de Jean-Marie Le Pen est définitivement actée lors du 7è forum du syndicat étudiant en octobre 1998. 
L'organisation s'est auto-dissoute en 2000. Il subsiste néanmoins une association d'anciens du Renouveau étudiant intitulée Aurore, créée en 1999.

## Positions

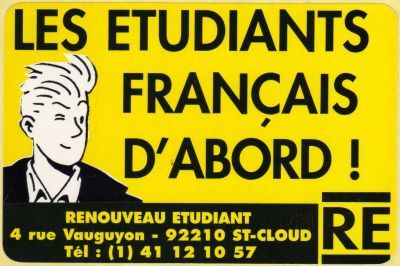
Sticker du Renouveau étudiant

Le RE se posait comme concurrent de l'Union nationale inter-universitaire (UNI) et comme adversaire des syndicats de gauche et d'extrême gauche, dans l'optique d'incarner une troisième voie à la fois opposée au socialisme et au capitalisme. Un de ses slogans les plus utilisés incarnait cette idée : « Ni fac kholkoze ni fac Coca ! »,.
Il servait de relais au  Front national de la jeunesse (FNJ), qui avait lui pour mission de former les futurs cadres du Front national (FN) et d'assurer l'implantation du parti en milieu lycéen et universitaire. Les interlocuteurs enseignants du RE militaient quant à eux au sein d'un Comité de défense des libertés universitaires, fondé par Bernard Lugan. La branche lycéenne du syndicat, le Renouveau lycéen, est quant à elle créée en 1991 et dirigée par Frédéric Ambrosino.
Les idées défendues par le RE étaient proches de celles du FN. En 1998, dans un article du journal du syndicat, L'Offensive, le président du RE explicite cette affiliation : « Nous nous plaçons dans le giron du Front national. Nous estimons que nous n'avons de comptes à rendre qu'à Jean-Marie Le Pen. ». Les liens avec le FNJ furent étroits, le premier président du RE, Michel Murat, devenant membre de la direction du FNJ en 1992.
Au moment des tensions au sein du Front national entre lepénistes et mégretistes, le Renouveau étudiant connut un changement de ligne politique et un fléchissement des idées vers une conception plus « néodroitière », au point que certains présentèrent des listes intitulées « Collectif des étudiants de droite - RE » (Aix-Marseille III). Lors de la division effective du Front national, le RE choisit le camp de Bruno Mégret.